# Rinaldo Scarlicchio
Rinaldo Scarlicchio (anche de Scarlicchio, Scarlichi) (Eger, 1582 circa – Lubiana, 7 dicembre 1640) è stato un vescovo cattolico italiano.

## Biografia
Fu vescovo di Trieste dal 1621 al 1630, quindi vescovo di Lubiana fino alla morte.
Di questo vescovo triestino non si possiedono dati storici, tant'è vero che neppure il suo cognome è certo. È però uno dei tre personaggi raffigurati con busti in bronzo sulla facciata della cattedrale di san Giusto. Deve questo onore al fatto di aver "scoperto" le reliquie del santo patrono della città.
Le reliquie di San Giusto constano delle ossa del martire e probabilmente fin dal 1304, cioè dalla consacrazione della chiesa, furono deposte dall'allora vescovo Rodolfo Pedrazzani da Robecco entro un altare di legno, ma non se ne hanno conferme certe. Il primo dato storico risale solo al 1624, quando il vescovo Scarlicchio "per puro caso" trovò, sotto l'altare dedicato al santo, una teca d'argento contenente le preziose reliquie. Con i mezzi moderni è stato accertato che tale teca risale ai primi anni del secolo XIV, il che darebbe credito alla probabilità sopra menzionata.
La scoperta del vescovo venne considerata un miracolo, e nello stesso anno i fedeli triestini racimolarono i fondi per costruire un altare tutto d'argento per contenere le reliquie del loro patrono. Ma la necessità poté più della pietà. Già nel 1700 (circa) il prezioso altare fu ceduto in cambio di urgenti lavori di restauro della chiesa stessa. Rimase solo la teca con il suo contenuto. Misura cm 41,3 x 22 x 21,6 ed è tuttora conservata nel tesoro della cattedrale.
Trasferito alla sede di Lubiana, eresse un convento di frati minori e combatté l'eresia luterana, non senza patire le molestie dei protestanti. Morì nel 1640 e fu sepolto in Oberburg, l'odierna Gornji Grad, nella tomba dei vescovi di Lubiana.

## Genealogia episcopale
La genealogia episcopale è:
- Vescovo Girolamo di Porcia
- Vescovo Thomas Chrön
- Vescovo Rinaldo Scarlicchio